# 針生承一
針生 承一（はりゅう しょういち、1942年- ）は、日本の建築家。

## 経歴
- 1942年 宮城県名取市閖上生まれ。両親はともに教師。
- 宮城県仙台第二高等学校卒業。
- 1966年 東北大学工学部卒業。
- 1968年 東北大学大学院工学研究科修士課程修了。
- 1968年から1981年まで、第一工房勤務。高橋靗一に師事。
- 1981年 針生承一建築研究所設立。
- 2004年 宮城学院女子大学生活文化学科教授。
- 現在 東北大学非常勤講師。

## 主な作品
- 1993年 七ヶ浜国際村（宮城県）
- 1997年 気仙沼総合福祉センター（宮城県）
- 1997年 七ヶ浜サッカースタジアム（宮城県）
- 2000年 宮城スタジアム（宮城県）
- 2000年 名取市斎場（宮城県）
- 2010年 八木山ビジターセンター（宮城県）
- 2010年 東北大学川内厚生会館（宮城県）
- 2010年 八戸ポータルミュージアムはっち（青森県）
- 2012年 まちの工房まどか（宮城県）
- 2013年 ゆりあげ港朝市協同組合（宮城県）

## 受賞
- 1991年 東北建築賞作品賞（宮崎町陶芸の里）
- 1994年 東北建築賞作品賞（七ケ浜国際村）
- 1996年 日本建築学会作品選（太白ありのまま舎）
- 1997年 日本建築学会作品選奨（名取市斎場）
- 1998年 東北建築賞作品賞（丘の家）
- 2001年 BCS賞（宮城スタジアム）
- 2004年 公共建築賞優秀賞（七ヶ浜健康スポーツセンター）
- 2013年 東北建築賞作品賞（八戸ポータルミュージアムはっち）

## 著書
- 際の美学を目指して 針生承一建築研究所作品集（丸善プラネット㈱）